# De meesterdief

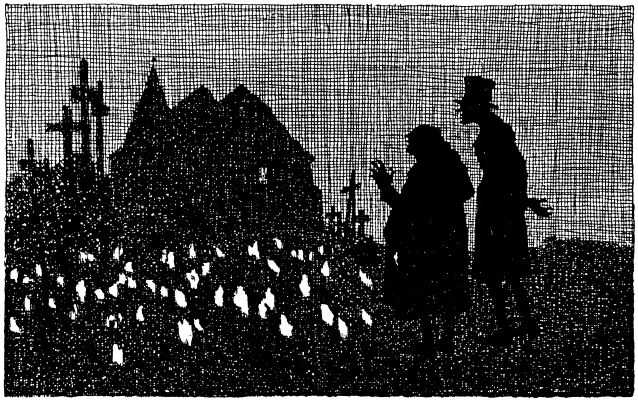
Ilustração de Otto Ubbelohde para o conto de fadas "De meesterdief"

De meesterdief é um conto de fadas norueguês coletado por Peter Christen Asbjørnsen (1812-1885) e Jørgen Engebretsen Moe (1813-1882). Os Irmãos Grimm incluíram uma variante mais curta, sob o número 192, em seus contos. Andrew Lang o incluiu no “Livro de Fadas Vermelho”. Ele está posto no Sistema de classificação de Aarne-Thompson, sob o número 1525A, com o tema “O roubo do Cavalo do Escudeiro”.